# Yzernay
Yzernay is een gemeente in het Franse departement Maine-et-Loire (regio Pays de la Loire). De plaats maakt deel uit van het arrondissement Cholet. Yzernay telde op 1 januari 2022 1.829 inwoners.

## Geografie
De oppervlakte van Yzernay bedroeg op 1 januari 2022 40,66 vierkante kilometer; de bevolkingsdichtheid was toen 45 inwoners per km². De plaats wordt doorsneden door de D25 autoweg tussen Maulévrier en Vihiers.

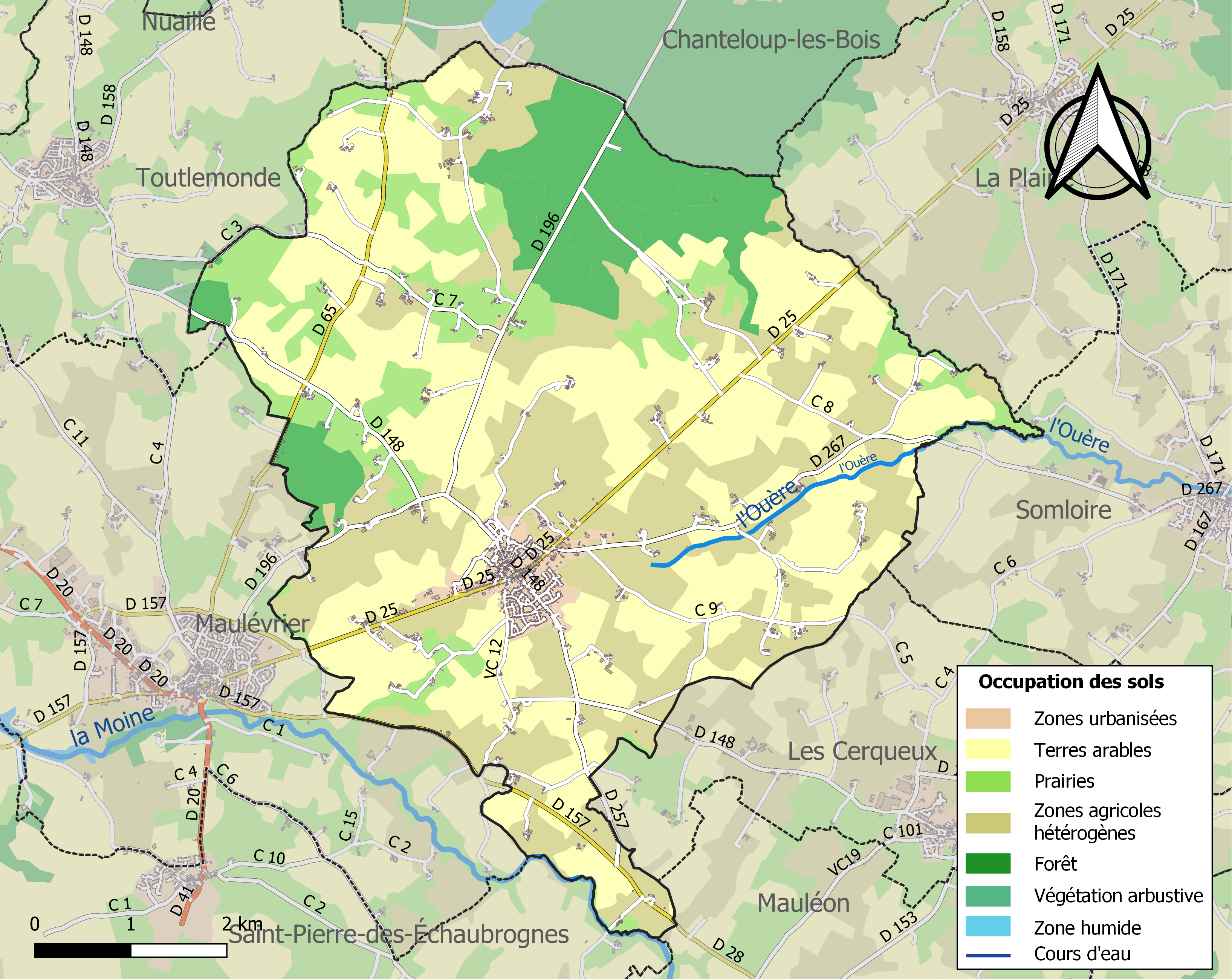
Kaart van de gemeente met de belangrijkste infrastructuur, bodemgebruik en omliggende gemeenten

## Demografie
Onderstaande figuur toont het verloop van het inwonertal (bron: INSEE-tellingen).